# Paranandra andamanensis
Paranandra andamanensis är en skalbaggsart som beskrevs av Stefan von Breuning 1940. Paranandra andamanensis ingår i släktet Paranandra och familjen långhorningar. Inga underarter finns listade i Catalogue of Life.